# Titularbistum Cabasa
Das Bistum Cabasa (lat. Dioecesis Cabasitana) ist ein Titularbistum der römisch-katholischen Kirche.
Es geht zurück auf einen früheren Bischofssitz in der gleichnamigen antiken Stadt der römischen Provinz Aegyptus in Ägypten.
Aus dem historischen Bistum sind die Bischöfe Theopemptos (vor 431 – nach 439) und Makarios (erwähnt 451) bekannt.
| Titularbischöfe von Cabasa |                                               |                                                                                             |                   |                   |
| Nr.                        | Name                                          | Amt                                                                                         | von               | bis               |
| 1                          | Patrick William Riordan Titularerzbischof     | Koadjutorerzbischof von San Francisco (USA)                                                 | 17. Juli 1883     | 21. Dezember 1884 |
| 2                          | William Bernard Ullathorne OSB                | emeritierter Bischof von Birmingham (Großbritannien)                                        | 27. April 1888    | 21. März 1889     |
| 3                          | Gaudenzio Bonfigli OFM                        | Weihbischof im Apostolischen Vikariat von Aleppo (Syrien) Apostolischer Delegat von Ägypten | 19. August 1890   | 6. April 1904     |
| 4                          | Jules-Victor-Marie Pichon Titularerzbischof   | Koadjutorerzbischof von Port-au-Prince (Haiti)                                              | 13. Oktober 1904  | 18. Dezember 1919 |
| 5                          | Alexis Lemaître MAfr Titularerzbischof        | Koadjutorerzbischof von Karthago (Tunesien)                                                 | 28. Juli 1920     | 20. Februar 1922  |
| 6                          | José Othón Núñez und Zárate Titularerzbischof | Koadjutorerzbischof von Oaxaca (Mexiko)                                                     | 17. März 1922     | 18. Mai 1922      |
| 7                          | Honoré-Paul-Emile Halle Titularerzbischof     | Weihbischof in Montpellier (Frankreich)                                                     | 23. Juni 1922     | 30. August 1934   |
| 8                          | Prudencio Contardo Ibarra CSSR                | emeritierter Bischof von Temuco (Chile)                                                     | 15. Dezember 1934 | 17. März 1950     |
| 9                          | Patrick Francis Lyons                         | Weihbischof in Sydney Koadjutorbischof von Sale (Australien)                                | 5. April 1950     | 16. Juni 1957     |
| 10                         | David Francis Hickey SJ                       | emeritierter Bischof von Belize City-Belmopan (Belize)                                      | 1. August 1957    | 24. August 1973   |
| 11                         | Toma Adly Zaki                                | Apostolischer Administrator von Gizeh (Ägypten)                                             | 10. April 2018    | 25. März 2019     |
| 12                         | Hani Bakhoum Kiroulos                         | Kurienbischof im koptisch-katholischen Patriarchat von Alexandria (Ägypten)                 | 14. Juni 2019     |                   |